# Bob Avian
Robert Avedisian (Nova Iorque, 26 de dezembro de 1937 – Fort Lauderdale, 21 de janeiro de 2021), mais conhecido como Bob Avian, foi um coreógrafo, produtor e encenador norte-americano, premiado com o Tony Award  pela coreografia do musical A Chorus Line em 1976.
Depois de um início de carreira como dançarino em musicais da Broadway como West Side Story e Funny Girl, associou-se ao também coreógrafo e diretor Michael Bennett, com quem realizou musicais de sucesso como Promises, Promises, Company, Follies, e Dreamgirls, entre outros. Seu trabalho mais conhecido internacionalmente com Bennett foi A Chorus Line, que lhe valeu um Tony de melhor coreografia em 1976, junto com o parceiro. Em 1979, os dois foram agraciados com o mesmo prêmio pelo trabalho em Ballroom. Em 2006, dezenove anos após a morte de Bennett, ele dirigiu a remontagem do premiado musical na Broadway.
Morreu em 21 de janeiro de 2021 no Holy Cross Hospital em Fort Lauderdale, aos 83 anos, devido a uma parada cardíaca.